# گرانولیت

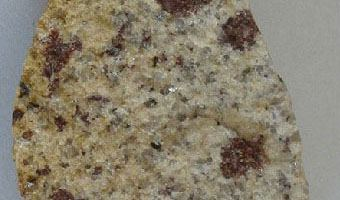
گرانولیت

گرانولیت (انگلیسی: Granulite) گونه‌ای از سنگ دگرگونی است.